# Sviderskis
Sviderskis ist ein litauischer männlicher Familienname. Er stammt aus der polnischen Sprache.

## Personen
- Antanas Sviderskis (* 1946), Manager, sowjetlitauischer Agrarpolitiker, Vizeminister
- Jonas Sviderskis (* 1950), Manager und Politiker, Vizejustizminister